# Prostanoid
Prostanoid je podklasa eikozanoida koja obuhvata: prostaglandine (posrednike inflamatornih i anafilaktičkih reakcija), tromboksane (posrednike vazokonstrikcije) i prostacikline (aktivne u rezolucionoj fazi inflamacije).

## Biosinteza
Ciklooksigenaza (COX) katalizuje konverziju slobodnih esencijalnih masnih kiselina u prostanoide putem dvostepenog procesa. U prvom stepenu, dva molekula O2 se dodaju kao dve peroksidne veze i petočlani ugljenični prsten se formira blizo sredine lance masne kiseline. Time se formira kratkotrajni, nestabilni intermedijar prostaglandin G (PGG). 
Jedna od peroksidnih veza gubi jedan kiseonik, formirajući PGH. Svi drugi prostanoidi nastaju iz PGH (npr. PGH1, 2, i PGH3). 
Slika pokazuje kako se PGH2 (derivat arahidonske kiseline) konvertuje:
- sintazom u PGE (koji se dalje konvertuje u PGF)
- sintazom u
- Prostaciklin sintazom u prostaciklin
- Tromboksan sintazom u tromboksane